# Dorogobuž
Dorogobuž (rusky Дорогобу́ж) je město ve Smolenské oblasti v Ruské federaci. Při sčítání lidu v roce 2010 měl přes deset tisíc obyvatel.

## Poloha
Dorogobuž leží na Dněpru ve vzdálenosti přibližně 130 kilometrů východně od Smolenska, správního střediska oblasti.

## Dějiny
Dorogobuž byl založen v polovině 12. století pravděpodobně smolenským knížetem Rostislavem I., který ho založil na obranu Smolensku před suzdalským knížetem Jurijem Dolgorukým.